# Roztoka-Brzeziny
Roztoka-Brzeziny (do 2010 Roztoka) – wieś w Polsce położona w województwie małopolskim, w powiecie nowosądeckim, w gminie Gródek nad Dunajcem.
W latach 1975–1998 miejscowość należała administracyjnie do województwa nowosądeckiego.

## Położenie
Wieś Roztoka-Brzeziny leży na Pogórzu Rożnowskim, w dolinie Dunajca, przy drodze powiatowej Bartkowa-Posadowa – Tropie. Pod względem kościelnym należy do parafii Tropie, część wsi obsługuje parafia Rożnów.
Roztoka-Brzeziny od zachodu opiera się o rzekę Dunajec, od północnego zachodu graniczy ze wsią Tropie, od północy i wschodu ze wsią Dzierżaniny, a od południa ze wsią Rożnów.
Pod względem topograficznym wieś należy do górzystych. Jej najniższy poziom to poziom rzeki Dunajec, około 250 m n.p.m. Najwyższym punktem jest szczyt leśnego wzgórza Majdan (512 m n.p.m.). Wody Roztoki spływają do potoku Kąty i dalej do Dunajca.

## Części wsi
| SIMC    | Nazwa    | Rodzaj     |
| ------- | -------- | ---------- |
| 1063020 | Brzeziny | przysiółek |
| 0426472 | Gomułka  | część wsi  |
| 0426489 | Kąty     | część wsi  |
| 0426495 | Kretówki | część wsi  |
| 0426503 | Majdan   | część wsi  |
| 0426510 | Szarysz  | część wsi  |

## Historia
Najdawniejsze dzieje tej okolicy były pod przemożnym wpływem gospodarczym i administracyjnym panów na Tropsztynie. Wiązały się też z dziejami parafii Tropie.
Nazwę miejscowości, w formie Rostok, po raz pierwszy wymienia dokument z roku 1409. W tym czasie wieś należy do rodziny Rożenów z Rożnowa, Kąśnej i Jastrzębiej.
W 1428 wspominane są razem: Roztoka i Brzeziny, jako własność sprzedana Zawiszy Czarnemu, właścicielowi także Rożnowa od 1426 r.
W 1662 roku Brzeziny, Sarys oraz część Roztoki przechodzą do nowo utworzonej parafii Rożnów; podstawowa część Roztoki pozostaje do dziś przy parafii Tropie.
We wsi znajduje się kaplica rzymskokatolicka (należąca do parafii Tropie) poświęcona Apostołom Słowian i patronom Europy, świętym Cyrylowi i Metodemu. Istnieje poważne przypuszczenie historyków, że apostołowie Słowian, św. Cyryl i Metody, wywierali swój misyjny wpływ na ludność doliny Dunajca. Śladem tego oddziaływania jest może wczesne tu chrześcijaństwo i święty Andrzej Świerad, rodak z Tropia. Budowę tej kaplicy rozpoczęto w roku 1985. Kamień węgielny pod budowę tej świątyni poświęcił papież Jan Paweł II podczas wizyty w Tarnowie 10 czerwca 1987 r.